# XCB
XCB (X C Binding) ist eine Programmbibliothek, die auf einfache und direkte Weise Transaktionen des X-Window-Protokolls über Funktionsaufrufe in der Programmiersprache C zur Verfügung stellt. Damit versucht sie, die bisherige Xlib durch eine leichtgewichtigere Bibliothek zu ersetzen.
Mittlerweile ist mit Xlib/XCB eine Xlib erhältlich, deren Transportschicht durch XCB ersetzt wurde. Durch die mit der herkömmlichen Xlib binär kompatible Schnittstelle kann es von bestehenden Programmen anstelle der herkömmlichen Xlib verwendet werden.

## Übersicht
XCB wurde als kleinerer, modernisierter Ersatz für Xlib konzipiert, früher die primäre C-Bibliothek für die Kommunikation mit dem X-Window-System, zeitgleich mit einer umfassenderen Überarbeitung der X-Implementierung, die in den frühen 2000er Jahren stattfand. Die Hauptziele von XCB sind:
- eine Reduktion der Größe und Komplexität der Bibliothek erzielen
- einen direkten Zugriff auf das X11-Protokoll zu bieten

Die erforderliche Größenreduzierung wird in erster Linie dadurch erreicht, dass der Umfang von XCB auf die Handhabung des X-Protokolls beschränkt wird und Xlib-Funktionen, wie die umfangreiche Dienstprogramm-Bibliothek, weggelassen werden, die bei Anwendungen allerdings auch weniger genutzt wurde. Sekundäre Ziele sind unter anderem, die C-Schnittstelle asynchron zu machen, ein besseres Multithreading zu ermöglichen und Erweiterungen (über XML-Protokollbeschreibungen) einfacher zu implementieren.
Die Beschreibungen der Kern- und Erweiterungsprotokolle sind in XML, wobei ein in Python geschriebenes Programm die C-Bindings erstellt.
Ein weiteres Ziel ist es, mit Hilfe der Protokollbeschreibungen eine Protokolldokumentation, weitere Sprachbindungen und serverseitige Stubs erstellen zu können.

### Xlib-Kompatibilität
Xlib/XCB bietet Kompatibilität mit der binären Anwendungsschnittstelle mit Xlib und XCB und bietet einen inkrementellen Portierungspfad. Xlib/XCB verwendet die Protokollschicht von Xlib, ersetzt aber die Xlib-Transportschicht durch XCB und bietet Zugriff auf die zugrundeliegende XCB-Verbindung zur direkten Verwendung von XCB. Xlib/XCB ermöglicht es einer Anwendung, eine einzige Verbindung zum X-Anzeigeserver zu öffnen und sowohl XCB als auch Xlib zu verwenden, möglicherweise durch eine Mischung von Bibliotheken, die für die eine oder andere Anwendung entwickelt wurden.

## Ziele
XCB strebt folgende Ziele an:
- kleiner und weniger komplex
- direkter Zugriff auf das X11-Protokoll
- asynchron, um nebenläufige Programme besser zu unterstützen
- leicht zu erweitern

## Beispiel
Während in Xlib bzw. in Xlib/XCB die Ereignisschleife immer noch in Xlib-Funktionsaufrufen gemacht wird, sieht man hier ein Programmstück ohne Xlib-Aufrufe. Die Aufrufe sind etwas systemnaher, als man es von Xlib gewohnt ist.
```
 
/* einfache XCB-Applikation, die ein Rechteck in ein Fenster zeichnet.

    Kompilierbar beispielsweise mit: gcc -o xcbtest xcbtest.c -lxcb   */

 
#include
 
<xcb/xcb.h>

 
#include
 
<stdio.h>

 
#include
 
<stdlib.h>

 
int
 
main
()

 
{

   
xcb_connection_t
    
*
c
;

   
xcb_screen_t
        
*
s
;

   
xcb_window_t
         
w
;

   
xcb_gcontext_t
       
g
;

   
xcb_generic_event_t
 
*
e
;

   
uint32_t
             
mask
;

   
uint32_t
             
values
[
2
];

   
int
                  
done
 
=
 
0
;

   
xcb_rectangle_t
      
r
 
=
 
{
 
20
,
 
20
,
 
60
,
 
60
 
};

                        
/* Verbindung zum X-Server öffnen */

   
if
((
c
 
=
 
xcb_connect
(
NULL
,
NULL
))
 
==
 
NULL
)
 
{

     
printf
(
"Cannot open display
\n
"
);

     
exit
(
1
);

   
}

                        
/* get the first screen */

   
s
 
=
 
xcb_setup_roots_iterator
(
 
xcb_get_setup
(
c
)
 
).
data
;

                        
/* schwarzen Grafikkontext erzeugen */

   
g
 
=
 
xcb_generate_id
(
c
);

   
w
 
=
 
s
->
root
;

   
mask
 
=
 
XCB_GC_FOREGROUND
 
|
 
XCB_GC_GRAPHICS_EXPOSURES
;

   
values
[
0
]
 
=
 
s
->
black_pixel
;

   
values
[
1
]
 
=
 
0
;

   
xcb_create_gc
(
c
,
 
g
,
 
w
,
 
mask
,
 
values
);

                        
/* Fenster erzeugen */

   
w
 
=
 
xcb_generate_id
(
c
);

   
mask
 
=
 
XCB_CW_BACK_PIXEL
 
|
 
XCB_CW_EVENT_MASK
;

   
values
[
0
]
 
=
 
s
->
white_pixel
;

   
values
[
1
]
 
=
 
XCB_EVENT_MASK_EXPOSURE
 
|
 
XCB_EVENT_MASK_KEY_PRESS
;

   
xcb_create_window
(
c
,
 
s
->
root_depth
,
 
w
,
 
s
->
root
,

                   
10
,
 
10
,
 
100
,
 
100
,
 
1
,

                   
XCB_WINDOW_CLASS_INPUT_OUTPUT
,
 
s
->
root_visual
,

                   
mask
,
 
values
);

                        
/* Anzeigen (einblenden, "map") des Fensters */

   
xcb_map_window
(
c
,
 
w
);

   
xcb_flush
(
c
);

                        
/* event loop, Ereignisschleife */

   
while
 
(
!
done
 
&&
 
(
e
 
=
 
xcb_wait_for_event
(
c
)))
 
{

     
switch
 
(
e
->
response_type
 
&
 
~
0x80
)
 
{

     
case
 
XCB_EXPOSE
:
    
/* draw or redraw the window */

       
xcb_poly_fill_rectangle
(
c
,
 
w
,
 
g
,
  
1
,
 
&
r
);

       
xcb_flush
(
c
);

       
break
;

     
case
 
XCB_KEY_PRESS
:
  
/* beenden, wenn eine Taste gedrückt wird */

       
done
 
=
 
1
;

       
break
;

     
}

     
free
(
e
);

   
}

                        
/* Verbindung zum X-Server trennen */

   
xcb_disconnect
(
c
);

   
return
 
0
;

 
}

```